# موينا
موينا هي بلدة إيطالية تقع في مقاطعة ترينتو في إقليم ترينتينو ألتو أديجي شمال إيطاليا.